# Martina Chrapánová
Martina Chrapánová (* 14. Dezember 1989) ist eine slowakische Biathletin.
Martina Chrapánová nahm seit 2006 an Wettbewerben des Europacups der Junioren teil. Erstes Großereignis wurden die Junioren-Weltmeisterschaften 2007 in Martell, wo die Slowakin 20. des Einzels, 13. des Sprints und 25. der Verfolgung wurde. 2008 folgte eine weitere Teilnahme an der Junioren-WM in Ruhpolding, bei der sie 16. des Einzels wurde, im Sprint auf den 46. Platz kam und sich im darauf basierenden Verfolgungsrennen um 35 Ränge auf Platz elf verbesserte. Zudem wurde sie 12. mit der Staffel. In Nové Město na Moravě folgte die Teilnahme an den Junioren-Wettkämpfen bei den Biathlon-Europameisterschaften 2008, bei denen Chrapánová 32. des Einzels, 27. des Sprints und 28. der Verfolgung sowie Staffel-Sechste wurde. Die Rennen in Canmore wurden zur dritten Junioren-WM für die Slowakin. Sie konnte nicht an die Resultate der beiden Vorjahre anknüpfen und belegte die Plätze 33 im Einzel, 32 im Sprint, 42 in der Verfolgung und elf mit der Staffel. Erneut startete sie kurz darauf auch bei den Juniorenrennen der Biathlon-Europameisterschaften 2009 in Ufa. Im Sprint wie in der Verfolgung erreichte sie jeweils den 26. Platz, wurde 21. des Einzels und Fünfte im Staffelrennen. Zu den vierten Weltmeisterschaften wurde die Junioren-WM 2010 in Torsby. Chrapánová wurde 37. des Sprints, 30. der Verfolgung, erreichte im Einzel das Ziel nicht und belegte mit der Staffel Rang neun. Die Junioren-EM 2010 beendete sie auf den Plätzen 26 im Sprint, 16 in der Verfolgung, 14 im Einzel und Zehnte mit der Mixed-Staffel. Im weiteren Verlauf des Jahres nahm Chrapánová in Duszniki-Zdrój an den Juniorenrennen der Sommerbiathlon-Weltmeisterschaften 2010 teil, bei denen sie 23. des Sprints, 17. der Verfolgung und Fünfte im Staffelrennen wurde.
Bei den Frauen im Leistungsbereich debütierte Chrapánová 2007 bei einem Einzel in Obertilliach, das sie als 51. beendete. Das Debüt im Biathlon-Weltcup erfolgte 2008 in Hochfilzen. Im Sprint wurde sie 108., im Staffelrennen mit Martina Halinárová, Ľubomíra Kalinová und Natália Prekopová 16. Im Europacup gewann sie 2009 in Nové Město als 33. eines Sprints erstmals Punkte. Kurz darauf erreichte sie in Osrblie einen 26. Platz im Sprint. In der Saison 2010/11 begann sie im Weltcup und erreichte zum Auftakt in Östersund mit Platz 85 im Einzel ihr bis dato bestes Ergebnis in einem Weltcup-Einzelrennen. Eine Woche später wurde sie mit Anastasiya Kuzmina, Jana Gereková und Prekopová in Hochfilzen im Staffelrennen Zehnte. Saisonhöhepunkt wurden die Biathlon-Weltmeisterschaften 2011 in Chanty-Mansijsk, bei denen die Tschechin 75. des Sprints und Siebte im Staffelrennen wurde. Bei den Biathlon-Europameisterschaften 2011 in Ridnaun kam sie auf den 26. Platz im Einzel, wurde 30. des Sprints und 25. der Verfolgung. In der Saison 2012/13 verbesserte Chrapánová ihre Bestleistung im Weltcup bis auf Rang 39 bei einem Einzel in Östersund. Damit gewann sie zum ersten Mal Weltcuppunkte.

## Weltcup-Platzierungen
Die Tabelle zeigt alle Platzierungen (je nach Austragungsjahr einschließlich Olympische Spiele und Weltmeisterschaften).
- 1.–3. Platz: Anzahl der Podiumsplatzierungen
- Top 10: Anzahl der Platzierungen unter den ersten zehn (einschließlich Podium)
- Punkteränge: Anzahl der Platzierungen innerhalb der Punkteränge (einschließlich Podium und Top 10)
- Starts: Anzahl gelaufener Rennen in der jeweiligen Disziplin

| Platzierung         | Einzel | Sprint | Verfolgung | Massenstart | Staffel | Gesamt |
| ------------------- | ------ | ------ | ---------- | ----------- | ------- | ------ |
| 1. Platz            |        |        |            |             |         |        |
| 2. Platz            |        |        |            |             |         |        |
| 3. Platz            |        |        |            |             |         |        |
| Top 10              |        |        |            |             | 10      | 10     |
| Punkteränge         | 1      | 3      |            |             | 23      | 27     |
| Starts              | 12     | 37     | 5          |             | 23      | 77     |
| Stand: Karriereende |        |        |            |             |         |        |